# Wardachbjur
Wardachbjur – wieś w Armenii, w prowincji Szirak. W 2011 roku liczyła 99 mieszkańców.